# Yukio Peter
Yukio Peter (29 januari 1984) is een Nauruaanse gewichtheffer. Bij de Olympische Spelen van 2004 in Athene eindigde hij als achtste in de klasse tot 69 kilogram. Hij verbrak toen het Oceanisch record bij het trekken. Hij heeft ook het Oceanisch record bij het gecombineerde totaal van het trekken en het stoten, zowel in de klasse tot 69 kg als in de klasse tot 77 kg. Het record bij het stoten in de klasse tot 79 is ook van hem.
Bij de ranglijst van alle landen van het Gemenebest van Naties staat hij tweede in de 69 kilogramklasse en eerste in de 77 kilogramklasse. Op de wereldranglijst in de 69 kilogramklasse staat hij negentiende.
Zijn belangrijkste zege uit zijn carrière is het halen van de gouden medaille in de 77 kilogramklasse op de Gemenebestspelen 2010.